# Brad Whitaker
Brad Whitaker är en fiktiv figur och skurk i James Bond-filmen Iskallt uppdrag från 1987.

## Bakgrund
Whitaker ägnar sig åt illegal vapenhandel och narkotikasmuggling. Hans kunder i vapenaffärerna är alltid "högstbjudande". Han är besatt av krig men misslyckades i sin militära utbildning - han blev utslängd från amerikanska militärhögskolan West Point. I filmen har han slagit sig samman med KGB-generalen Georgi Koskov som mot KGB-ledningens vilja fejkat ett avhopp till väst, och på eget bevåg inlett Opertation Smiert Spionem (död åt spioner) för att hetta upp kalla kriget.
Ihop med Koskov ägnar sig Whitaker åt knark och diamantsmuggling i jätteskala. Efter att James Bond tillintetgjort en heroinsmugglingsoperation från Afghanistan värd 500 milj dollar beger sig Bond till Whitakers högkvarter i Tanger. Efter en katt och råtta lek med högkeknologiska vapen dödar Bond till slut Whitaker med hjälp av ett hjälpmedel från Q.
Brad Whitaker spelas av Joe Don Baker som senare dykt upp som CIA-agenten Jack Wade i Bondfilmerna GoldenEye och Tomorrow Never Dies.